# Villa Alta
Villa Alta si trova a Rigoli nel comune di San Giuliano Terme, sulla via Statale Abetone 110.

## Storia e descrizione
La villa deve il suo nome alla posizione panoramica su una collina a ridosso della strada, immersa completamente nel verde. Vi si accede da un viale che si inerpica sul pendio, affiancato da ben 189 alberi tra cipressi, cedri del Libano, e agrumi.

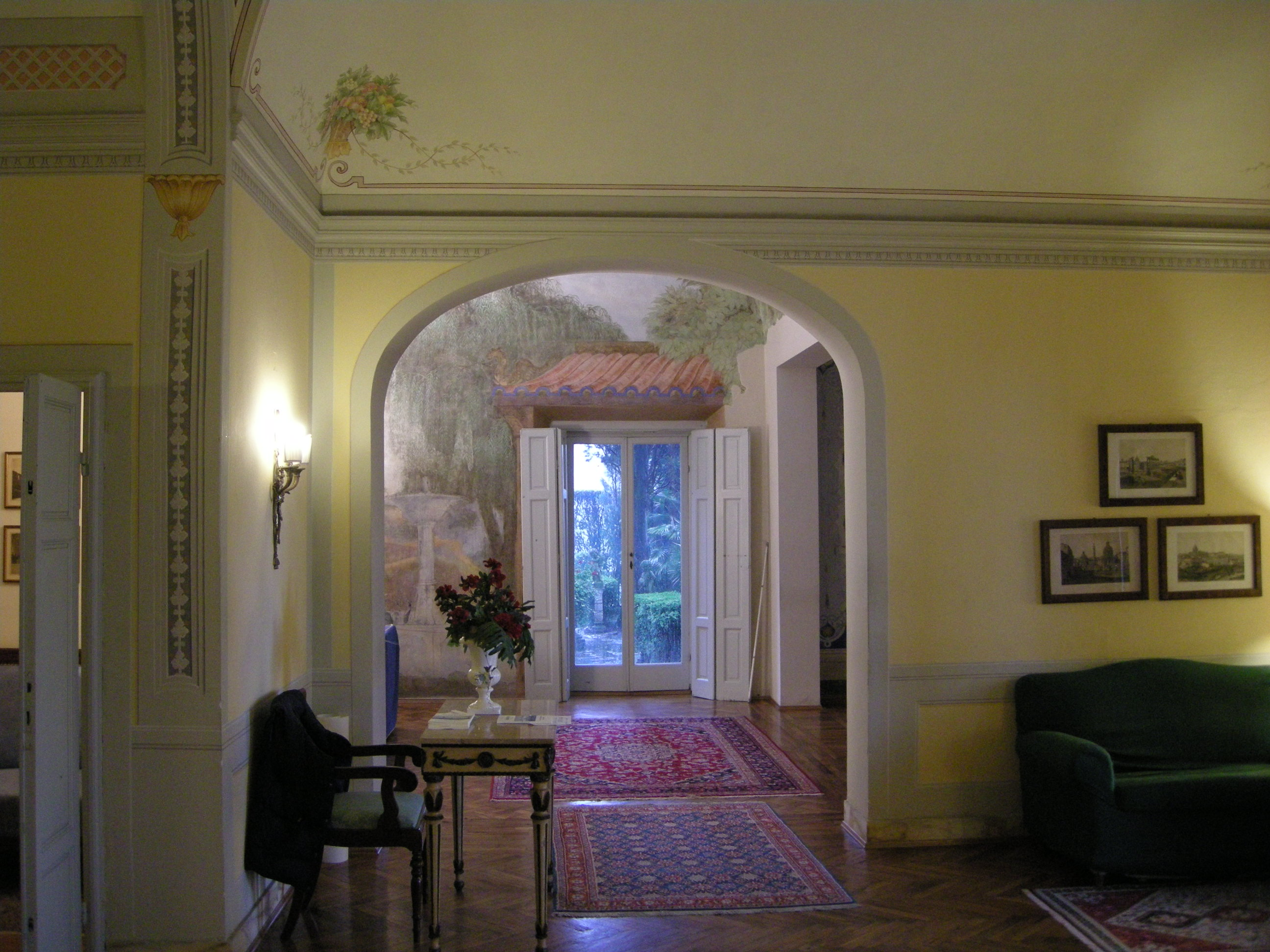
Interno

Venne costruita ex novo nel XVIII secolo e decorata con numerosi affreschi, secondo la moda allora dominante nella nobiltà pisana di edificare dimore di svago nella zona attorno a San Giuliano, diventata in quel periodo meta del turismo termale dell'aristocrazia europea.
Fino al 1920 appartenne alla famiglia Agostini. Dopo un periodo di abbandono, la villa è stata restaurata nel 1996 e oggi è usata come sede per eventi e cerimonie. Nel parco si trovano giardini all'italiana, con siepi in bosso, vialetti e piante fiorite.